# Grabowo (powiat augustowski)
Grabowo – wieś w Polsce położona w województwie podlaskim, w powiecie augustowskim, w gminie Augustów.
W okresie międzywojennym stacjonowała tu placówka Straży Celnej „Grabów”.
Z 17 na 18 marca 1943 wieś została otoczona przez wojsko niemieckie. Mieszkańcy zostali załadowani na podstawione wozy i wywiezieni do obozu przejściowego w Grajewie. Wieś została zniszczona.
W latach 1975–1998 miejscowość należała administracyjnie do województwa suwalskiego.